# Kurban Kurbanow
Kurban Saidachmiedowicz Kurbanow (ur. 21 marca 1985) – rosyjski i uzbecki zapaśnik w stylu wolnym. Dwukrotny olimpijczyk. Siódme miejsce w Pekinie 2008 i piąte w Londynie 2012 w kategorii 96 kg.
Sześciokrotny uczestnik mistrzostw świata. Zdobył brązowy medal w 2007. Srebro na igrzyskach azjatyckich w 2010. Złoty medal na mistrzostwach Azji w 2008 i 2011. Czwarty w Pucharze Świata w 2011; jedenasty w 2010 i trzeci w drużynie w 2008 roku.